# Gouverneurswahl in New York 1830
Die Gouverneurswahl in New York von 1830 fand zwischen dem 1. und 3. November 1830 statt, es wurden der Gouverneur und der Vizegouverneur von New York gewählt.

## Kandidaten
Martin Van Buren, der 1828 zum Gouverneur gewählt wurde, wurde durch US-Präsidenten Andrew Jackson zum US-Außenminister ernannt. Enos T. Throop folgte ihm als Vizegouverneur ins Amt und stellte sich bei den Wahlen von 1830 für eine volle Amtszeit auf. Edward Philip Livingston war sein Running Mate. Francis Granger trat mit Samuel Stevens an, der allerdings für die Anti-Masonic Party antrat. Ezekiel Williams trat alleine für seine Partei auf.

## Ergebnis
| Bild   | Kandidat         | Partei                    | Stimmen | Stimmen  |
| Bild   | Kandidat         | Partei                    | Anzahl  | Prozent  |
| ------ | ---------------- | ------------------------- | ------- | -------- |
|        | Enos T. Throop   | Demokratische Partei      | 128.842 | 51,22 %  |
|        | Francis Granger  | National Republican Party | 120.361 | 47,85 %  |
|        | Ezekiel Williams | Working Men’s Party       | 2.332   | 0,93 %   |
| Gesamt | Gesamt           | Gesamt                    | 251.535 | 100,00 % |